# Lijst van afleveringen van All in the Family
Dit is een lijst met afleveringen van de Amerikaanse televisieserie All in the Family. De serie telt 9 seizoenen. Een overzicht van alle afleveringen is hieronder te vinden.

## Seizoen 1
| Nr. | Titel aflevering                    | Uitzenddatum VS  |
| --- | ----------------------------------- | ---------------- |
| 1   | Meet the Bunkers                    | 12 januari 1971  |
| 2   | Writing the President               | 19 januari 1971  |
| 3   | Archie's Aching Back                | 26 januari 1971  |
| 4   | Archie Gives Blood                  | 2 februari 1971  |
| 5   | Judging Books by Covers             | 9 februari 1971  |
| 6   | Gloria Has a Belly Full             | 16 februari 1971 |
| 7   | Mike's Hippie Friends Come to Visit | 23 februari 1971 |
| 8   | Lionel Moves Into the Neighborhood  | 2 maart 1971     |
| 9   | Edith Has Jury Duty                 | 9 maart 1971     |
| 10  | Archie Is Worried About His Job     | 16 maart 1971    |
| 11  | Gloria Discovers Women's Lib        | 23 maart 1971    |
| 12  | Success Story                       | 30 maart 1971    |
| 13  | The First and Last Supper           | 6 april 1971     |

## Seizoen 2
| Nr. | Titel aflevering              | Uitzenddatum VS   |
| --- | ----------------------------- | ----------------- |
| 1   | The Saga of Cousin Oscar      | 18 september 1971 |
| 2   | Gloria Poses in the Nude      | 25 september 1971 |
| 3   | Archie in the Lock-Up         | 2 oktober 1971    |
| 4   | Edith Writes a Song           | 9 oktober 1971    |
| 5   | Flashback: Mike Meets Archie  | 16 oktober 1971   |
| 6   | The Election Story            | 30 oktober 1971   |
| 7   | Edith's Accident              | 6 november 1971   |
| 8   | The Blockbuster               | 13 november 1971  |
| 9   | Mike's Problem                | 20 november 1971  |
| 10  | The Insurance Is Canceled     | 27 november 1971  |
| 11  | The Man in the Street         | 4 december 1971   |
| 12  | Cousin Maude's Visit          | 11 december 1971  |
| 13  | Christmas Day at the Bunkers' | 18 december 1971  |
| 14  | The Elevator Story            | 1 januari 1972    |
| 15  | Edith's Problem               | 8 januari 1972    |
| 16  | Archie and the F.B.I.         | 15 januari 1972   |
| 17  | Mike's Mysterious Son         | 22 januari 1972   |
| 18  | Archie Sees a Mugging         | 29 januari 1972   |
| 19  | Archie and Edith Alone        | 5 februari 1972   |
| 20  | Edith Gets a Mink             | 12 februari 1972  |
| 21  | Sammy's Visit                 | 19 februari 1972  |
| 22  | Edith the Judge               | 26 februari 1972  |
| 23  | Archie Is Jealous             | 4 maart 1972      |
| 24  | Maude                         | 11 maart 1972     |

## Seizoen 3
| Nr. | Titel aflevering                              | Uitzenddatum VS   |
| --- | --------------------------------------------- | ----------------- |
| 1   | Archie and the Editorial                      | 16 september 1972 |
| 2   | Archie's Fraud                                | 23 september 1972 |
| 3   | The Threat                                    | 30 september 1972 |
| 4   | Gloria and the Riddle                         | 7 oktober 1972    |
| 5   | Lionel Steps Out                              | 14 oktober 1972   |
| 6   | The Bunkers and the Swingers                  | 28 oktober 1972   |
| 7   | Mike's Appendix                               | 2 december 1972   |
| 8   | Edith Flips Her Wig                           | 21 oktober 1972   |
| 9   | The Locket                                    | 25 november 1972  |
| 10  | Mike Comes Into Money                         | 4 november 1972   |
| 11  | Flashback - Mike and Gloria's Wedding: Part 1 | 11 november 1972  |
| 12  | Flashback - Mike and Gloria's Wedding: Part 2 | 18 november 1972  |
| 13  | Edith's Winning Ticket                        | 9 december 1972   |
| 14  | Archie Is Branded                             | 24 februari 1973  |
| 15  | Archie and the Bowling Team                   | 16 december 1972  |
| 16  | Archie in the Hospital                        | 6 januari 1973    |
| 17  | Oh Say Can You See                            | 20 januari 1973   |
| 18  | Archie Goes Too Far                           | 27 januari 1973   |
| 19  | Class Reunion                                 | 10 februari 1973  |
| 20  | The Hot Watch                                 | 17 februari 1973  |
| 21  | Everybody Tells the Truth                     | 3 maart 1973      |
| 22  | Archie Learns His Lesson                      | 10 maart 1973     |
| 23  | Gloria the Victim                             | 17 maart 1973     |
| 24  | The Battle of the Month                       | 24 maart 1973     |

## Seizoen 4
| Nr. | Titel aflevering                         | Uitzenddatum VS   |
| --- | ---------------------------------------- | ----------------- |
| 1   | Archie the Gambler                       | 13 oktober 1973   |
| 2   | Archie and the Kiss                      | 6 oktober 1973    |
| 3   | We're Having a Heat Wave                 | 15 september 1973 |
| 4   | We're Still Having a Heat Wave           | 22 september 1973 |
| 5   | Edith Finds an Old Man                   | 29 september 1973 |
| 6   | Henry's Farewell                         | 20 oktober 1973   |
| 7   | Archie and the Computer                  | 27 oktober 1973   |
| 8   | The Games Bunkers Play                   | 3 november 1973   |
| 9   | Edith's Conversion                       | 10 november 1973  |
| 10  | Archie in the Cellar                     | 17 november 1973  |
| 11  | Black Is the Color of My True Love's Wig | 24 november 1973  |
| 12  | Second Honeymoon                         | 1 december 1973   |
| 13  | The Taxi Caper                           | 8 december 1973   |
| 14  | Archie Is Cursed                         | 15 december 1973  |
| 15  | Edith's Christmas Story                  | 22 december 1973  |
| 16  | Mike and Gloria Mix it Up                | onbekend          |
| 17  | Archie Feels Left Out                    | 12 januari 1974   |
| 18  | Et Tu, Archie                            | 26 januari 1974   |
| 19  | Gloria's Boyfriend                       | 2 februari 1974   |
| 20  | Lionel's Engagement                      | 9 februari 1974   |
| 21  | Archie Eats and Runs                     | 16 februari 1974  |
| 22  | Gloria Sings the Blues                   | 2 maart 1974      |
| 23  | Mike's Graduation                        | 16 maart 1974     |
| 24  | Pay the Twenty Dollars                   | 9 maart 1974      |

## Seizoen 5
| Nr. | Titel aflevering              | Uitzenddatum VS   |
| --- | ----------------------------- | ----------------- |
| 1   | Where's Archie?               | 2 november 1974   |
| 2   | Archie Is Missing!            | 9 november 1974   |
| 3   | The Longest Kiss              | 16 november 1974  |
| 4   | The Bunkers and Inflation     | 14 september 1974 |
| 5   | Archie Underfoot              | 21 september 1974 |
| 6   | Edith the Job Hunter          | 28 september 1974 |
| 7   | Archie's Raise                | 5 oktober 1974    |
| 8   | Mike's Friend                 | 14 december 1974  |
| 9   | Lionel the Live-In            | 12 oktober 1974   |
| 10  | Archie's Helping Hand         | 19 oktober 1974   |
| 11  | Gloria's Shock                | 26 oktober 1974   |
| 12  | The Jeffersons Move on Up     | 11 januari 1975   |
| 13  | Archie and the Miracle        | 23 november 1974  |
| 14  | George and Archie Make a Deal | 30 november 1974  |
| 15  | Archie's Contract             | 7 december 1974   |
| 16  | The Best of All in the Family | 21 december 1974  |
| 17  | Prisoner in the House         | 4 januari 1975    |
| 18  | All's Fair                    | 18 januari 1975   |
| 19  | Amelia's Divorce              | 25 januari 1975   |
| 20  | Everybody Does It             | 8 februari 1975   |
| 21  | Archie and the Quiz           | 15 februari 1975  |
| 22  | Edith's Friend                | 22 februari 1975  |
| 23  | No Smoking                    | 1 maart 1975      |
| 24  | Mike Makes His Move           | 8 maart 1975      |

## Seizoen 6
| Nr. | Titel aflevering               | Uitzenddatum VS   |
| --- | ------------------------------ | ----------------- |
| 1   | Archie the Hero                | 29 september 1975 |
| 2   | Archie the Donor               | 22 september 1975 |
| 3   | Chain Letter                   | 20 oktober 1975   |
| 4   | Edith Breaks Out               | 3 november 1975   |
| 5   | The Very Moving Day            | 8 september 1975  |
| 6   | Alone at Last                  | 15 september 1975 |
| 7   | The Little Atheist             | 24 november 1975  |
| 8   | Mike's Pains                   | 6 oktober 1975    |
| 9   | Mike Faces Life                | 27 oktober 1975   |
| 10  | Grandpa Blues                  | 10 november 1975  |
| 11  | Gloria Suspects Mike           | 17 november 1975  |
| 12  | Archie's Civil Rights          | 1 december 1975   |
| 13  | Archie the Babysitter          | 12 januari 1976   |
| 14  | Gloria Is Nervous              | 8 december 1975   |
| 15  | New Year's Wedding             | 5 januari 1976    |
| 16  | Birth of the Baby: Part 1      | 15 december 1975  |
| 17  | Birth of the Baby: Part 2      | 22 december 1975  |
| 18  | Archie Finds a Friend          | 26 januari 1976   |
| 19  | Mike's Move                    | 2 februari 1976   |
| 20  | Archie's Weighty Problem       | 9 februari 1976   |
| 21  | Love by Appointment            | 16 februari 1976  |
| 22  | Joey's Baptism                 | 23 februari 1976  |
| 23  | Gloria and Mike's House Guests | 1 maart 1976      |
| 24  | Edith's Night Out              | 8 maart 1976      |

## Seizoen 7
| Nr. | Titel aflevering                 | Uitzenddatum VS   |
| --- | -------------------------------- | ----------------- |
| 1   | Archie's Secret Passion          | 4 december 1976   |
| 2   | Archie's Brief Encounter: Part 1 | 22 september 1976 |
| 3   | The Unemployment Story: Part 1   | 6 oktober 1976    |
| 4   | The Unemployment Story: Part 2   | 13 oktober 1976   |
| 5   | Archie's Brief Encounter: Part 2 | 22 september 1976 |
| 6   | Archie's Brief Encounter: Part 3 | 29 september 1976 |
| 7   | The Operation: Part 1            | 27 oktober 1976   |
| 8   | The Operation: Part 2            | 3 november 1976   |
| 9   | Mike and Gloria's Will           | 20 november 1976  |
| 10  | Teresa Moves In                  | 13 november 1976  |
| 11  | Beverly Rides Again              | 6 november 1976   |
| 12  | Mr. Edith Bunker                 | 27 november 1976  |
| 13  | Gloria's False Alarm             | 18 december 1976  |
| 14  | The Baby Contest                 | 11 december 1976  |
| 15  | The Draft Dodger                 | 25 december 1976  |
| 16  | The Boarder Patrol               | 8 januari 1977    |
| 17  | Archie's Chair                   | 15 januari 1977   |
| 18  | Mike Goes Skiing                 | 22 januari 1977   |
| 19  | Stretch Cunningham, Goodbye      | 29 januari 1977   |
| 20  | The Joys of Sex                  | 5 februari 1977   |
| 21  | Mike the Pacifist                | 12 februari 1977  |
| 22  | Fire                             | 19 februari 1977  |
| 23  | Mike and Gloria Split            | 26 februari 1977  |
| 24  | Archie the Liberal               | 5 maart 1977      |
| 25  | Archie's Dog Day Afternoon       | 12 maart 1977     |

## Seizoen 8
| Nr. | Titel aflevering                 | Uitzenddatum VS  |
| --- | -------------------------------- | ---------------- |
| 1   | Cousin Liz                       | 9 oktober 1977   |
| 2   | Unequal Partners                 | 23 oktober 1977  |
| 3   | Archie Gets the Business: Part 1 | 2 februari 1977  |
| 4   | Archie Gets the Business: Part 2 | 2 oktober 1977   |
| 5   | Edith's 50th Birthday: Part 1    | 16 oktober 1977  |
| 6   | Archie and the KKK: Part 1       | 27 november 1977 |
| 7   | Edith's 50th Birthday: Part 2    | 16 oktober 1977  |
| 8   | Archie's Grand Opening           | 30 oktober 1977  |
| 9   | Archie and the KKK: Part 2       | 4 december 1977  |
| 10  | Archie's Bitter Pill             | 6 november 1977  |
| 11  | Archie's Road Back               | 13 november 1977 |
| 12  | Mike and Gloria Meet             | 11 december 1977 |
| 13  | Edith's Crisis of Faith: Part 1  | 25 december 1977 |
| 14  | Edith's Crisis of Faith: Part 2  | 25 december 1977 |
| 15  | The Commercial                   | 8 januari 1978   |
| 16  | Aunt Iola's Visit                | 22 januari 1978  |
| 17  | Super Bowl Sunday                | 15 januari 1978  |
| 18  | Love Comes to the Butcher        | 5 februari 1978  |
| 19  | Two's a Crowd                    | 12 februari 1978 |
| 20  | Stalemates                       | 19 februari 1978 |
| 21  | The Brother                      | 26 februari 1978 |
| 22  | Mike's New Job                   | 5 maart 1978     |
| 23  | The Dinner Guest                 | 12 maart 1978    |
| 24  | The Stivics Go West              | 24 augustus 1978 |

## Seizoen 9
| Nr. | Titel aflevering                 | Uitzenddatum VS   |
| --- | -------------------------------- | ----------------- |
| 1   | End in Sight                     | 1 oktober 1978    |
| 2   | Reunion on Hauser Street         | 8 oktober 1978    |
| 3   | Weekend in the Country           | 29 oktober 1978   |
| 4   | Little Miss Bunker               | 24 september 1978 |
| 5   | Edith's Final Respects           | 22 oktober 1978   |
| 6   | What'll We Do with Stephanie?    | 15 oktober 1978   |
| 7   | Archie's Other Wife              | 5 november 1978   |
| 8   | Edith Versus the Bank            | 19 november 1978  |
| 9   | Return of the Waitress           | 26 november 1978  |
| 10  | A Night at the PTA               | 7 januari 1979    |
| 11  | Bogus Bills                      | 3 december 1978   |
| 12  | The Bunkers Go West              | 10 december 1978  |
| 13  | The Appendectomy                 | 21 januari 1979   |
| 14  | California, Here We Are: Part 1  | 17 december 1978  |
| 15  | California, Here We Are: Part 2  | 17 december 1978  |
| 16  | A Girl Like Edith                | 14 januari 1979   |
| 17  | Stephanie and the Crime Wave     | 28 januari 1979   |
| 18  | Stephanie's Conversion           | 18 februari 1979  |
| 19  | Barney the Gold Digger           | 4 februari 1979   |
| 20  | Edith Gets Fired                 | 25 februari 1979  |
| 21  | The Family Next Door             | 18 maart 1979     |
| 22  | The Return of Archie's Brother   | 11 maart 1979     |
| 23  | The Return of Stephanie's Father | 25 maart 1979     |
| 24  | Too Good Edith                   | 8 april 1979      |